# Карел I
Карл I Добрия (на френски: Charles I le Bon de Flandres, на немски: Karl I, der Gute; * ок. 1083, Оденсе, Дания; † 2 март 1127, Брюге, Франция) е 13-и граф на Фландрия от 1119 до 1127 г.

## Живот
Той е син на крал Кнут IV (Светия) от Дания (1043 – 1086) и на Адела Фландърска (1064 – 1115), дъщеря на граф Роберт I Фризиец.
След убийството на баща му през 1086 г. майка му се връща с него обратно във Фландрия. Там той расте в двора на чичо си Роберт II или на братовчед си Балдуин VII и получава добро образование. През 1117 г. Карл се жени за Маргарет дьо Клермон († 1133), дъщеря на Райналд II, граф на Клермон ан Бовези.
През 1119 г., след смъртта на Балдуин VII, той го наследява като граф на Фландрия.
Когато през 1123 г. кръстоносният крал на Йерусалим, Балдуин II, е пленен от сарацините, Карл е предложен за крал на Йерусалим и до 1125 г. е претендент за император на Свещената Римска империя. Той обаче отказва двете кандидатури.
През 1127 г. той е убит в църквата „Св. Донатус“ в Брюге от членове на могъща служителска фамилия. Той умира без наследници и чрез крал Луи VI от Франция е наследен от втория му братовчед, Вилхелм Клитон.
През 1884 г. Карл е обявен за Светия на западната църква.